# Volta a Espanya de 1941
La Volta a Espanya de 1941 fou la 3a edició de la Volta a Espanya i es disputà entre el 12 de juny i el 6 de juliol de 1941, amb un recorregut de 4.406 km dividits en 21 etapes, una d'elles amb dos sectors, amb inici i final a Madrid.
Van prendre la sortida 32 corredors, dels quals 16 acabaren la cursa. Sols hi havia 4 ciclistes estrangers, tots suïssos. En aquesta edició el líder de la classificació general s'identificava amb una mallot blanc que el diferenciava de la resta del gran grup. Fins aleshores el mallot taronja havia identificat el líder en les dues primeres edicions. Es disputa per primera vegada una contrarellotge individual.
El vencedor, l'espanyol Julián Berrendero, que aconseguí la seva primera Volta a Espanya, va cobrir la cursa a una velocitat mitjana de 26,108 km/h, cosa que converteix a aquesta edició de la Vuelta en la més lenta de la història. Aquesta edició també obstenta el rècord de l'edició amb major quilometratge i la de menor nombre de participants.
Totes les etapes foren guanyades per ciclistes espanyols, sent Delio Rodríguez, quart a la general, amb 12 victòries, el ciclista que més n'aconseguí. També foren espanyols els 5 líders que tingué la cursa i el guanyador de la classificació de la muntanya, Fermín Trueba.

## Etapes
| Etapa   | Recorregut               | Km       | Guanyador                   | Líder                   |
| ------- | ------------------------ | -------- | --------------------------- | ----------------------- |
| 1a      | Madrid - Salamanca       | 210      | Julián Berrendero (ESP)     | Julián Berrendero (ESP) |
| 2a      | Salamanca - Càceres      | 214      | Antonio Montes (ESP)        | Delio Rodríguez (ESP)   |
| 3a      | Càceres - Sevilla        | 270      | Delio Rodríguez (ESP)       | Delio Rodríguez (ESP)   |
| 4a      | Sevilla - Màlaga         | 212      | Antonio Escuriet (ESP)      | Fermín Trueba (ESP)     |
| 5a      | Màlaga - Almeria         | 220      | Delio Rodríguez (ESP)       | Fermín Trueba (ESP)     |
| 6a      | Almeria - Múrcia         | 223      | Delio Rodríguez (ESP)       | Fermín Trueba (ESP)     |
| 7a      | Múrcia - València        | 248      | Antonio Andrés Sancho (ESP) | Fermín Trueba (ESP)     |
| 8a      | València - Tarragona     | 279      | Fermín Trueba (ESP)         | Fermín Trueba (ESP)     |
| 9a      | Tarragona - Barcelona    | 97       | Antonio Martín Eguia (ESP)  | Fermín Trueba (ESP)     |
| 10a     | Barcelona - Saragossa    | 306      | Delio Rodríguez (ESP)       | Fermín Trueba (ESP)     |
| 11a     | Saragossa - Logronyo     | 174      | Delio Rodríguez (ESP)       | Fermín Trueba (ESP)     |
| 12a     | Logronyo - Sant Sebastià | 209      | Delio Rodríguez (ESP)       | Fermín Trueba (ESP)     |
| 13a     | Sant Sebastià - Bilbao   | 160      | Federico Ezquerra (ESP)     | Fermín Trueba (ESP)     |
| 14a     | Bilbao - Santander       | 213      | Fermín Trueba (ESP)         | Fermín Trueba (ESP)     |
| 15a     | Santander - Gijón        | 192      | Delio Rodríguez (ESP)       | Fermín Trueba (ESP)     |
| 16a (a) | Gijón - Oviedo           | 53 (CRI) | Delio Rodríguez (ESP)       | Julián Berrendero (ESP) |
| 16a (b) | Oviedo - Ḷḷuarca         | 101      | Delio Rodríguez (ESP)       | Julián Berrendero (ESP) |
| 17a     | Ḷḷuarca - La Corunya     | 219      | Delio Rodríguez (ESP)       | Julián Berrendero (ESP) |
| 18a     | la Corunya - Vigo        | 178      | Delio Rodríguez (ESP)       | Julián Berrendero (ESP) |
| 19a     | Vigo - Verín             | 178      | Delio Rodríguez (ESP)       | Julián Berrendero (ESP) |
| 20a     | Verín - Valladolid       | 301      | Julián Berrendero (ESP)     | Julián Berrendero (ESP) |
| 21a     | Valladolid - Madrid      | 198      | Vicente Carretero (ESP)     | Julián Berrendero (ESP) |

## Classificacions finals

### Classificació general
| Classificació General              | Classificació General       | Classificació General |
| Pos.                               | Ciclista                    | Temps                 |
| ---------------------------------- | --------------------------- | --------------------- |
| 1.                                 | Julián Berrendero (ESP)     | 168h 45' 26"          |
| 2.                                 | Fermín Trueba (ESP)         | + 1' 07"              |
| 3.                                 | José Jabardo (ESP)          | + 6' 32"              |
| 4.                                 | Delio Rodríguez (ESP)       | + 29' 17"             |
| 5.                                 | Antonio Andrés Sancho (ESP) | + 35' 40"             |
| 6.                                 | Antoni Escuriet (ESP)       | + 35' 57"             |
| 7.                                 | Antonio Martín Eguia (ESP)  | + 46' 04"             |
| 8.                                 | Vicente Carretero (ESP)     | + 54' 25"             |
| 9.                                 | José Cano (ESP)             | + 1h 05' 40"          |
| 10.                                | Manuel Izquierdo (ESP)      | + 1h 24' 13"          |
| 32 corredors, 16 acabaren la cursa |                             |                       |

### Classificació de la muntanya
|   | Ciclista                | Punts |
| - | ----------------------- | ----- |
| 1 | Fermín Trueba (ESP)     | 32    |
| 2 | Julián Berrendero (ESP) | 31    |
| 3 | Cayetano Martín (ESP)   | 15    |